# 赫斯层腹菌
赫斯层腹菌（学名：Hymenogaster hessei）是属于伞菌目层腹菌科层腹菌属的一种担子菌。该种分布于中国、德国、英国、西班牙等地。